# Daniel Aranzubia
Daniel Aranzubia Aguado (født 18. september 1979 i Logroño, Spanien) er en spansk tidligere fodboldspiller, der spillede som målmand. Han var på klubplan tilknyttet Athletic Bilbao, Deportivo og Atlético Madrid.

## Landshold
Aranzubia nåede at spille en enkelt kamp for Spaniens landshold, som faldt den 5. juni 2004 i et opgør mod Andorra. 
Han blev udtaget til det efterfølgende EM i Portugal, hvor han sad på bænken hele turneringen, som gardering for førstevalget Íker Casillas.